# Carlos Cortés
Carlos Cortés, né en 1962 à San José (Costa Rica), est un romancier, poète et essayiste costaricien. Il a également été rédacteur en chef du journal La Nación du Costa Rica,

## Biographie
Carlos Cortés étudie le journalisme et les communications au Costa Rica, en Espagne, puis en France. En 1996, il est diplômé de l'Institut français de presse à Paris et, en 1997, diplômé en sociologie des médias et de la communication à l'Université de Paris II.
Il est l'auteur de recueils de poésies, de nouvelles, d'anthologies de la littérature d'Amérique centrale et de romans souvent récompensés par des prix. Il a  notamment remporté le prix "Carlos Luis Fallas" avec son roman Encendiendo un cigarrillo con la punta de otro et son œuvre poétique a été finaliste pour le prix international Jaime Sabines en 1994. En 1999, il publie son roman  Cruz de olvido, qui obtient le prix national de littérature "Achille J. Echeverria", catégorie roman.
En 2001, La Maison des écrivains étrangers et des traducteurs (MEET) de Saint-Nazaire lui décerne sa bourse et, en 2003 il publie le roman/conte :Tanda de cuatro con Laura suivi de La invención de Costa Rica. En 2004, le prix mésoaméricain Luis Cardoza y Aragón lui est décerné pour Autorretratos y cruci/ficciones / fictions. En 2007, il publie le roman/essai/fiction  La gran novela perdida. Historia personal de la narrativa costarrisible, prix de l'essai national.
Il rédige également des articles  et chroniques pour des magazines et des journaux d'Amérique latine et d'Espagne, notamment dans El País, La Jornada Semanal, Casa de las Américas, Leopard. 
À deux reprises, en 2012 et 2013 il remporte le prix Novel Mario Monteforte Tolède du Guatemala, pour El corazón de la noche et Larga noche hacia mi madre.

## Œuvres
- Encendiendo un cigarrillo con la punta de otro (1986)  (ISBN 9789977650197)
- Mujeres divinas, San José, EUNED, 1994.
- Cruz de olvido (1999),  (ISBN 9788493596934)
- Tanda de cuatro con Laura (2002),  (ISBN 9789968893008)
- La gran novella perdida. Historia personal de la narrativa costarrisibile, (2007),  (ISBN 9789968834926)
- La última aventura de Batman ,  (ISBN 9789977952949)[6] Publié en français sous le titre La Dernière Aventure de Batman, traduit par Albert Bensoussan, in Les Bonnes Nouvelles de l'Amérique latine, Paris, Gallimard, coll. « Du monde entier », 2010  (ISBN 978-2-07-012942-3)
- Larga noche hacia mi madre,  (ISBN 978-9968893091) [7]